# Treni STEFER gruppo 460-470
I Treni gruppo 460-470 della STEFER di Roma sono stati un gruppo di sei treni a composizione bloccata per il servizio extraurbano sulla Ferrovia Roma-Fiuggi-Alatri-Frosinone.

## Storia
Tra i progetti di ammodernamento rimasti in sospeso a causa della guerra c'è la separazione dei due servizi urbano ed extraurbano attraverso una variante di tracciato che la SFV ha previsto di attestare sotto piazza Santa Croce in Gerusalemme e che la STEFER, subentrata nell'esercizio nel 1941, rimette parzialmente in discussione per unificare in un unico tracciato anche le ferrovie rapide dei Castelli Romani. Del progetto originario della variante rimane esecutiva la tratta da via Assisi a Torre Spaccata, per la quale nel 1945 si avviano i lavori coi fondi stanziati per l’alleviamento della disoccupazione attraverso lavori di particolare ed urgente utilità. In vista di questo rinnovamento del tracciato, oltre che di una importante rettifica nella tratta particolarmente contorta tra Palestrina e Cave (ed anche per l'arretratezza del materiale impiegato sul servizio extraurbano, risalente al periodo 1916-1921) viene predisposto il progetto di una nuova tipologia di treni extraurbani che al lungo periodo avrebbero dovuto circolare su una linea del tutto rinnovata nel tracciato e nel sistema di alimentazione, dotati di comando multiplo per la composizione di convogli ad altissima capacità. I dodici rotabili necessari alla costruzione dei sei treni previsti sono quelli ordinati nel 1940 per l'esercizio tra Roma e Grotte Celoni: in luogo di due elettromotrici, otto rimorchiate e due rimorchiate pilota ad allestimento urbano l'ordine viene modificato in sei motrici e sei rimorchiate attrezzate semi-pilota (posto guida ad una sola testata) e sei rimorchiate semplici. 

## Meccanica
Le sei motrici sono divise in due sottogruppi: le 460-462 sono di sola prima classe con ritirata e offrono 26 posti a sedere e 75 in piedi; le 470-472 sono dotate di un vano bagagliaio che separa un compartimento più grande di terza classe e uno più piccolo di prima per un totale di 42 posti a sedere e 74 in piedi. Le rimorchiate sono praticamente identiche a quelle del precedente gruppo 100, con la differenza dell'allestimento interno di tipo extraurbano (ritirata e reticelle portabagagli), per un totale di 56 posti a sedere e 54 in piedi. In complesso questi convogli offrono quindi una capacità di trasporto di 222 persone. Ogni unità di trazione M-Rp, pur adottando normali organi di aggancio e repulsione ed accoppiamenti smontabili, non è scindibile se non in officina a causa del fatto che l'equipaggiamento elettrico è distribuito tra motrice e rimorchiata pilota. I treni, dotati di comando indiretto a bassa tensione, hanno prestato servizio nelle unità di trazione 460+115, 461+116, 462+114, 470+112, 471+113, 472+111, singole o accoppiate in treni di quattro elementi (M-Rp+Rp-M).

## Servizio

Una 470 in una foto di fabbrica. La portina di intercomunicazione frontale è dotata di maniglia e predellino

Un treno a quattro elementi nella stazione di Genazzano. Si nota la portina di intercomunicazione bloccata a priva di predellino.

Con i frontali ricostruiti a Fiuggi nel 1981.

Progettati per un tracciato ferroviario in gran parte rinnovato i sei treni sono messi in servizio a partire da gennaio 1950 sul percorso originario della linea, costruito nel periodo 1912-1918 e che tale rimane fino alla fine, per il quale si rivelano non pienamente adatti. Le curve strette e le forti pendenze mal si conciliano con un treno oltremodo pesante e caratterizzato da una scarsa ripresa.
Un problema particolarmente serio è quello dell'impianto frenante. Ogni unità di trazione presenta le normali due condotte del freno diretto e automatico ma sono dotate di una terza condotta per l'esercizio di due unità in doppia trazione, destinata a collegare i serbatoi delle due motrici; il freno diretto si rivela insufficiente a trattenere i treni a quattro elementi sui tratti in pendenza a causa del suo ritardo di azione sull'unità di coda, che continua a spingere quella che sta al contempo frenando con grave usura per surriscaldamento degli assi. L'ing. Franco de Falco, in quegli anni responsabile tecnico della linea, studia ed attua un comando semi indiretto del freno di servizio, nel quale una valvola soccorritrice permette l'alimentazione dei cilindri dei freni da appositi serbatoi ausiliari. Pur mantenendosi di tipo diretto, il freno così modificato ha un'azione pronta su tutti i rotabili del treno, ed è forse per questa modifica, per aumentare il peso in corrispondenza di un carrello, che i pantografi delle motrici, inizialmente in posizione centrale, vengono spostati in corrispondenza del carrello lato rimorchiata pilota.
Altro problema è quello della composizione dei treni. Motrici e rimorchiate, pur semipilota, entrano infatti in servizio coi normali accoppiatori pneumatici ed elettrici su entrambe le testate, nell’idea di poter accoppiare le unità di trazione per le prime o le seconde (M-Rp+Rp-M, Rp-M+M-Rp), o anche in composizioni diverse (ad esempio M-Rp+M-Rp). Tutti i rotabili sono stati dotati allo scopo di portine di intercomunicazione su ambedue le testate. Dal momento che l’unica composizione ammessa in servizio è stata la simmetrica M-Rp+Rp-M i treni giungono dalla fabbrica con le portine sempre presenti ma bloccate (sono prive di maniglia e predellino) e nel volgere di breve tempo la STEFER elimina gli accoppiatori sui frontali liberi delle motrici.
Con queste modifiche i treni fanno servizio esclusivamente tra Roma e Fiuggi in singola e doppia unità fino alla definitiva chiusura del servizio extraurbano, avvenuta nel 1984, anche se già dal 1982 (anno di limitazione del servizio a Genazzano) le singole unità sono impiegate sul servizio urbano Termini-Grotte Celoni-Pantano Borghese, servizio di tipo tranviario per il quale sono troppo pesanti e scomode a causa dei tre gradini di accesso, fino alla completa radiazione dell'intero gruppo, avvenuta nel 1989.
Nel corso degli anni i frontali esterni delle unità di trazione sono modificati con l'adozione di un vetro unico e l'eliminazione della portina di intercomunicazione: con questa modifica la livrea esterna passa dal castano-isabella al bianco-blu STEFER.